# Gymnopus
Гімнопус (Gymnopus) — рід грибів родини Omphalotaceae. Назва вперше опублікована 1821 року.

## Назва
Gymnopus походить від Gymn-, що означає «оголений», і -pus, що означає нога.
У 1997 році було запропоновано розділити рід Collybia на три роди, один з них - Gymnopus.

## Поширення та середовище існування
В Україні зростає Gymnopus dryophilus, Gymnopus fusipes, Gymnopus acervatus.

## Галерея

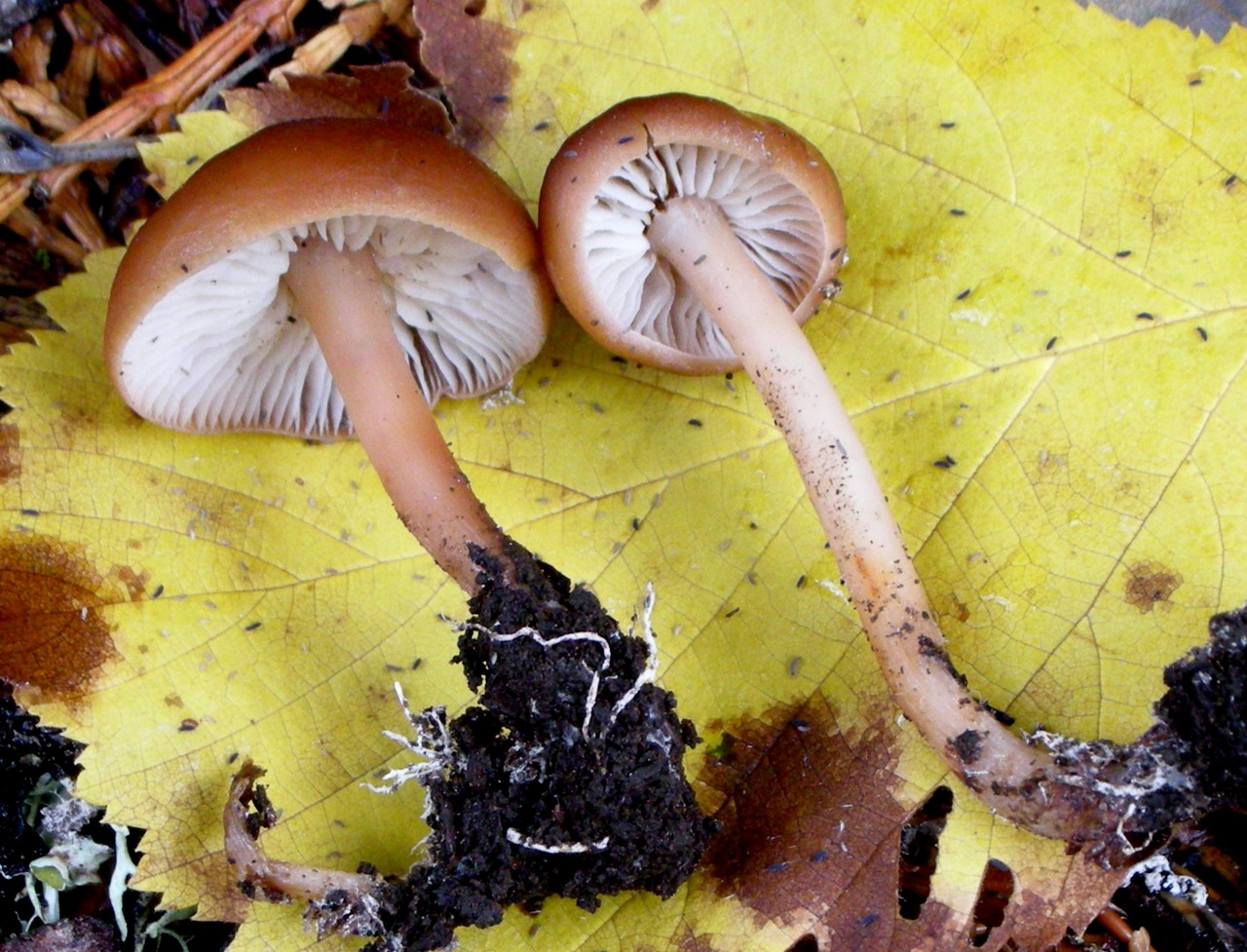
Gymnopus ocior
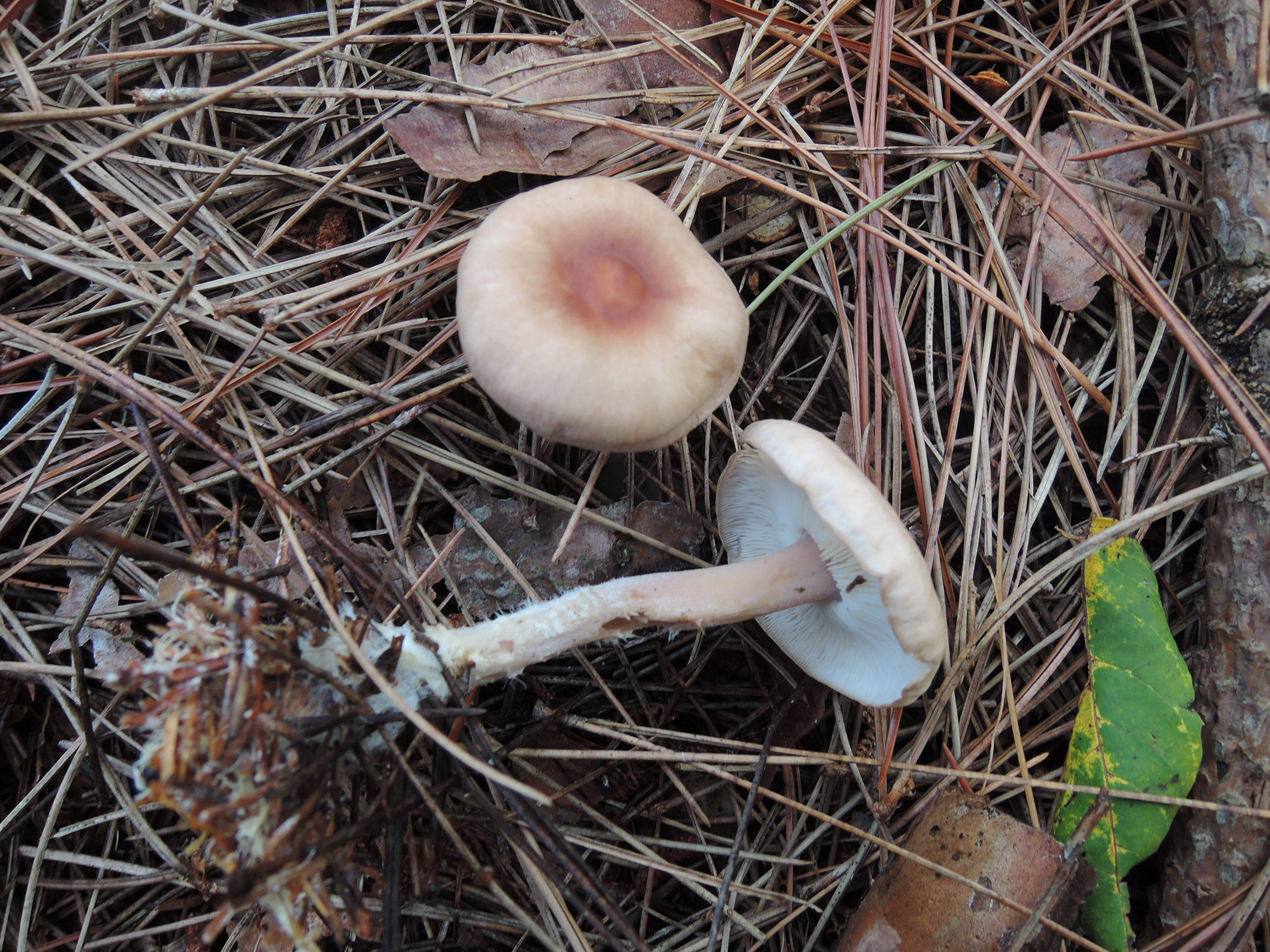
Gymnopus hariolorum
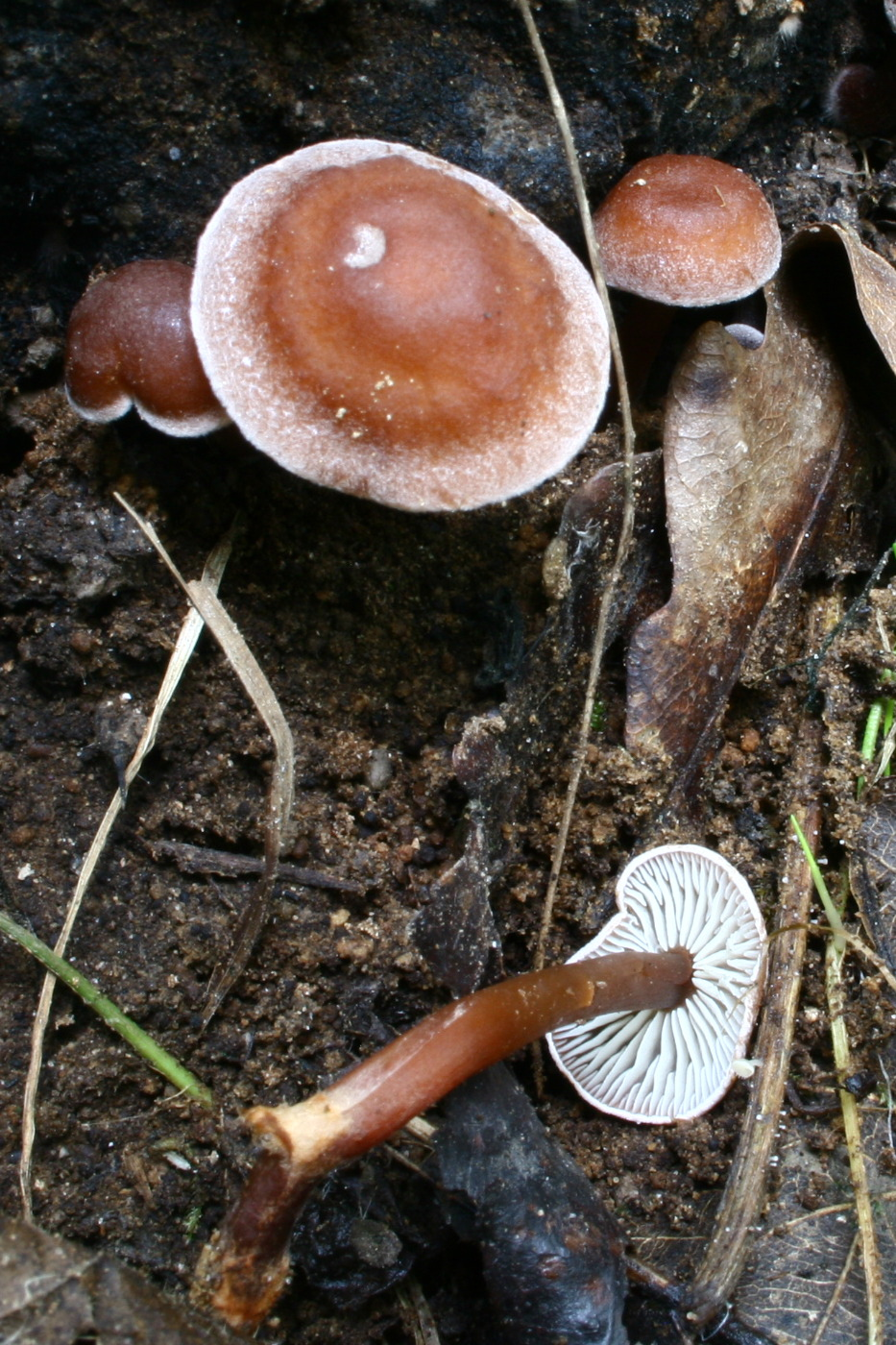
Gymnopus erythropus